# Juan Almeida Bosque
Juan Almeida Bosque (La Habana, 17 de febrero de 1927-La Habana, 11 de septiembre de 2009) fue un político, militar, compositor y revolucionario comunista cubano conocido por ser una de las figuras más importantes en la Revolución Cubana y más tarde por ser uno de los más importantes cargos del Partido Comunista de Cuba. 
Nació en una familia humilde, y debido a la pobreza no pudo realizar estudios superiores; desempeñó varios trabajos, entre ellos mensajero y albañil. Conoció a Fidel Castro en la Universidad de La Habana, cuando Juan estaba haciendo un trabajo de albañilería en ese centro. Integrante de la lucha contra la dictadura de Fulgencio Batista, participó en el asalto al cuartel Moncada en 1953 y en forma destacada en la lucha revolucionaria después del desembarco del Granma en la Sierra Maestra.
Después del triunfo de la Revolución el 1 de enero de 1959, Almeida ocupó numerosos puestos de responsabilidad: miembro del Buró Político del Comité Central del Partido desde su fundación en 1965, diputado para la Asamblea Nacional y Vicepresidente del Consejo de Estado, desde la primera legislatura. Asimismo, fue comandante de la Revolución y presidente de la Asociación de Combatientes de la Revolución Cubana. En su faceta de compositor y escritor realizó más de 300 canciones y una docena de libros.

## Labor revolucionaria inicial de Juan Almeida
Participó en la lucha iniciada por el pueblo cubano a raíz del golpe de Estado del 10 de marzo de 1952 donde conoció a Fidel Castro, a quien siguió posteriormente en el asalto al Cuartel Moncada el 26 de julio de 1953por cuya causa fue condenado a prisión con pena de 10 años; luego de varios años de encarcelamiento en el llamado Presidio Modelo de la Isla de Pinos (hoy Isla de la Juventud) gracias a la presión popular y a las aspiraciones políticas del gobernante golpista Fulgencio Batista de legitimar su gobierno en elecciones populares, en 1955 fue amnistiado junto a sus compañeros.
Por la imposibilidad de desarrollar la lucha en Cuba, junto al resto de los compañeros moncadistas viajó a México. En este exilio político se preparó en el manejo de las armas y partió hacia Cuba en el yate Granma en el año 1956 junto a un reducido grupo de expedicionarios. Fue en el combate de Alegría de Pío en que se produjo el bautismo de fuego de los expedicionarios y es suyo el honor histórico de haber gritado «¡Aquí no se rinde nadie, coño!» en medio del fragor de la lucha, cuando parecía que todo estaba perdido y alguien había propuesto la rendición. Una vez reunidos los sobrevivientes dispersos y ascendidos a la Sierra Maestra bajo el mando de Fidel Castro se destacó en la lucha militar contra el ejército gobernante por lo que el 27 de febrero de 1958 fue ascendido a Comandante del Ejército Rebelde y pasó a dirigir la columna Santiago de Cuba.

## Del III Frente Oriental hacia el Triunfo de la Revolución
En marzo de ese mismo año dirigió III Frente Oriental Dr. Mario Muñoz Monroy, el cual inicialmente adopta el nombre de III Frente de Operaciones en la Sierra Maestra. Tras el triunfo de la revolución (1959) pasó a ocupar cargos en las Fuerzas Armadas Revolucionarias (FAR).

## Figura política en el gobierno revolucionario
El 29 de marzo de 1962, Juan Almeida participa como Vocal del Tribunal Revolucionario presidido por el comandante Augusto Martínez Sánchez que se encargó de enjuiciar en juicio sumarísimo a los participantes de la Invasión de Bahía de Cochinos el 17 de abril de 1961. Este tribunal lo integraban además los comandantes Guillermo García Frías, Sergio del Valle y Manuel Piñeiro. Fue elegido miembro del Comité Central del Partido Comunista de Cuba y de su Buró Político en octubre de 1965. Fue diputado a la Asamblea Nacional del Poder Popular desde la primera legislatura y Vicepresidente del Consejo de Estado de Cuba.

## Presidente de la Asociación de Combatientes de la República de Cuba
Tuvo también entre sus responsabilidades la de presidente de la dirección nacional de la Asociación de Combatientes de la Revolución Cubana (ACRC). La ACRC es la organización que rige el trabajo de los veteranos de las guerras y de los militares de avanzada edad que se comprometen con los principios del Estado cubano.

## Trayectoria artística
Su legado va más allá de la lucha revolucionaria pues incursionó en el arte como escritor y como compositor musical. Además compuso más de trescientas canciones de las cuales se han hecho varias producciones discográficas. Tres de sus canciones más populares son La Lupe, Mi santiago, y Dame un traguito
Juan Almeida Bosque comenzó a componer sus obras musicales mucho antes de 1956. Su obra abarca varos géneros: Calipso, Bossa nova, Fantasías, Beguine, Feeling, boleros, guarachas, sones, baladas, congas, así como música instrumental y de carácter patriótico-solemne. Tuvo una marcada influencia de autores como Agustín Lara o Carlos Puebla, y cultivó, aunque en menor cuantía, la música infantil, como es el caso del tema Marinero quiero ser, llevado a un animado de la TV Cubana en la voz de Kiki Corona.
Guadalupe es el título del bolero-ranchera que en octubre de 1956, previo a la partida hacia Cuba del yate Granma desde México, compuso Juan Almeida Bosque. Este tema, conocido por muchos como La Lupe o Lupita, fue estrenado por Amelita Frades en el mismo año 1959 (año del triunfo de la Revolución cubana), y es la obra que  marca el punto de partida para su lanzamiento como autor de música popular.
Dirigido por Eduardo Rivero, en 1986 se realizó un espectáculo homenaje a la obra de este significativo autor, rememorando los 30 años de vida autoral, el cual llevó por título La Lupe en Concierto. En ese mes de noviembre se realizó una gira con el espectáculo por toda Cuba. El estreno fue en Playa Las Coloradas, en Manzanillo, lugar del desembarco del Granma en 1956, y la clausura fue los días 29 y 30 de noviembre en el cine-teatro América de La Habana, coincidiendo con un aniversario del alzamiento de la ciudad de santiago de Cuba en apoyo al mencionado desembarco. La dirección de la agrupación musical estuvo a cargo del también santiaguero Osmundo Calzado, director de orquesta de música moderna. En aquel entonces Almeida tenía unas 215 obras registradas, cifra que llegó a sobrepasar las 300. Almeida fue un autor pródigo en repartir obras entre los artistas consagrados y los principiantes.
Títulos como Con Juventud y experiencia y Este camino largo fueron grabados con mucho éxito por Farah María. Quisiera enamorarme y la propia Lupe han estado vigentes en el repertorio de la extraordinaria Esperancita Ibis, que los ha hecho suyos en interpretación y estilo únicos. Pacho Alonso popularizó entre otros Me acostumbro a estar sin ti. Una de sus mejores intérpretes fue Beatriz Márquez.
El tema A Santiago es apertura de espectáculos de prestigio que identifican la ciudad de Santiago de Cuba, y en ceremonias dedicadas al apóstol de la independencia Cubana, José Martí, se escucha Elegía a José Martí, obra dedicada por Juan Almeida a este prócer de las luchas en Cuba. Muchas otras elegías y evocaciones musicales le dedicó Almeida a José y Antonio Maceo, Ignacio Agramonte, a su patria y a las Fuerzas Armadas Revolucionarias, donde ostentaba el título honorífico de comandante de la revolución. Otros muchos títulos, como Decide tú, Tiempo ausente, Un beso de recuerdo, Hablo a tu corazón, Fue anoche, y Es soledad se encuentran en el repertorio de variados intérpretes, incluidos conjuntos recientes como Sierra Maestra y la Charanga Habanera. Uno de los más bellos tema instrumentales de su cosecha es el titulado Niña Carita de ángel dedicado a su pequeña hija.
Almeida trabajó con entusiastas directores de amplia experiencia tales como Eddy Gaitán, Tony Taño, Valdés Arnau, Ney Miguel Milanes, y el ya mencionado Osmundo Calzado. Músicos como José Mondejar hicieron de su obra instrumental a guitarra todo un ejemplo de buen gusto y cubanía. 
```

```

Mi más bello recuerdo
 
 Una mañana fui
 hasta el lugar aquel
 donde te conocí
 Y tan solo por ver
 Por ver lo que ayer fue
 De aquel lugar
 Te digo de verdad
 Que no te quise ver
 Tan solo recordar
 Porque estando en tu México
 Que un día también fue mío
 Tuve en el alma frío
 Y fui hasta aquel lugar
 Donde hiciste un nido
 Que por reclamo patrio
 No lo pude ocupar
 Hoy con polvo en los cabellos
 De andar por los caminos
 De tránsito de nuevo
 Por México otra vez
 Quiero dejarte Lupe
 Mi más bello recuerdo
 Por haber sido tuyo
 También lo que yo amé.

## Fallecimiento
El día 11 de septiembre de 2009 a las 23:30, hora cubana, falleció debido a un paro cardiorrespiratorio a la edad de 82 años. Sus restos mortales fueron sepultados en el mausoleo del III Frente Oriental, en Santiago, junto a otros combatientes de la Revolución Cubana.

## Condecoraciones recibidas
- Título honorífico de Héroe de la República de Cuba.[4]
- Orden Máximo Gómez de primer grado (otorgada el 27 de febrero de 1998, en ocasión del aniversario 40 de su ascenso a Comandante en la Sierra Maestra).
- Medalla Conmemorativa 50 Aniversario del 26 de Julio (2003).[5]

## Obra literaria
- Presidio
- Exilio
- Desembarco
- La Sierra
- Por las faldas del Turquino
- Contra el agua y el viento, Premio Casa de las Américas (1985)
- La Única Ciudadana
- El General en Jefe Máximo Gómez
- ¡Atención! ¡Recuento!
- La Sierra Maestra y más allá
- Algo nuevo en el desierto
- La Aurora de los héroes